# Eupleurus antiquus
Eupleurus antiquus är en skalbaggsart som beskrevs av Franz Faldermann 1835. Eupleurus antiquus ingår i släktet Eupleurus och familjen Aphodiidae. Inga underarter finns listade i Catalogue of Life.